# San Giacomo alla Lungara
San Giacomo alla Lungara ou Igreja de São Tiago em Lungara é uma igreja de Roma, Itália, localizada no rione Trastevere, na via della Lungara. É dedicada a São Tiago Maior e faz parte da paróquia de Santa Dorotea. É chamada também de San Giacomo in Settimiano ou San Giacomo in Settignano, referências à vizinha Porta Setimiana, construída pelo imperador romano Sétimo Severo e incorporada por Aureliano em sua muralha. 

## História
A igreja é de origem medieval e foi construída na época do papa Leão IV, no século IX. Todavia, os primeiros documentos atestando sua existência são bulas de 1198 e 1228, do papa Inocêncio III, listando-a entre as afiliadas da antiga Basílica de São Pedro. No século XII, o papa Inocêncio IV a entregou aos monges beneditinos silvestrinos. Depois, o papa Júlio II (r. 1503–1513) entregou novamente a propriedade do complexo para a Capela Júlia, à qual já pertenciam diversos outros imóveis ainda existentes da via della Penitenza. 
Em 1620, a igreja foi entregue aos franciscanos regulares, mas, depois de poucos anos, o complexo mudou novamente de mãos, desta vez para a dos monges penitentes, os quais, graças à proteção do cardeal-sobrinho Francesco Barberini e de seu advogado consistorial, Ippolito Merenda, em 1644, iniciaram a restauração do edifício contratando Luigi Arrigucci. Depois desta obra, a igreja perdeu sua planta basilical de uma nave e dois corredores para uma única nave coberta por um teto em caixotões.
Os monges (agostinianos) permaneceram no mosteiro até 1887, quando o edifício foi demolido para permitir a construção do lungotevere (a "marginal" do Tibre), mas a igreja e seu campanário não tiveram o mesmo destino. Em 1902, o capítulo da Capela Júlia cedeu o uso do complexo para a paróquia de Santa Dorotea que, por sua vez, a cedeu aos frades menores conventuais, que ainda hoje habitam o local. Os frades fizeram um acordo com a Comuna de Roma que previa a restauração da igreja e a reconstrução do convento às custas do próprio convento concedendo, em troca, a permissão para que o município pudesse utilizar o muro perimetral do convento reconstruído para apoiar a nova escola elementar que ainda hoje existe (chama-se Giuditta Tavani Arquati). 
Em 1912, foram concluídas tanto as obras do convento quanto da escola. A igreja foi reformada em 1916 às custas do arcebispo de Larissa, monsenhor Grasselli, que se retirou para o convento.

## Descrição
O interior da igreja se apresenta, atualmente, em uma nave única, com dois alteres laterais e duas grandes estátuas em dois nichos flanqueando o presbitério. O teto em caixotões não é particularmente belo, mas se encaixa perfeitamente às dimensões e ao estilo da igreja.
Merece nota também o piso, refeito na restauração de 1916: realizada em materiais baratos típicos do período umbertino ("cementina" – ladrilhos de cimento e brita colorida), mas de boa qualidade estética, a composição imita um tapete. 
A obra mais conhecida abrigada no interior é "Memorial de Ippolito Merenda", de Gian Lorenzo Bernini: uma lápide, na forma de um pano amassado segurado, pelas mãos e pelos dentes, por um esqueleto alado, originalmente instalada no convento de Santa Maria Maddalena delle Convertite. O altar-mor abriga uma tela de Francesco Romanelli, "O Apóstolo São Tiago".
A partir do Lungotevere della Farnesina pode-se ver o campanário românico da igreja, o único resquício medieval de todo o complexo.

## Galeria

Imagens da igreja
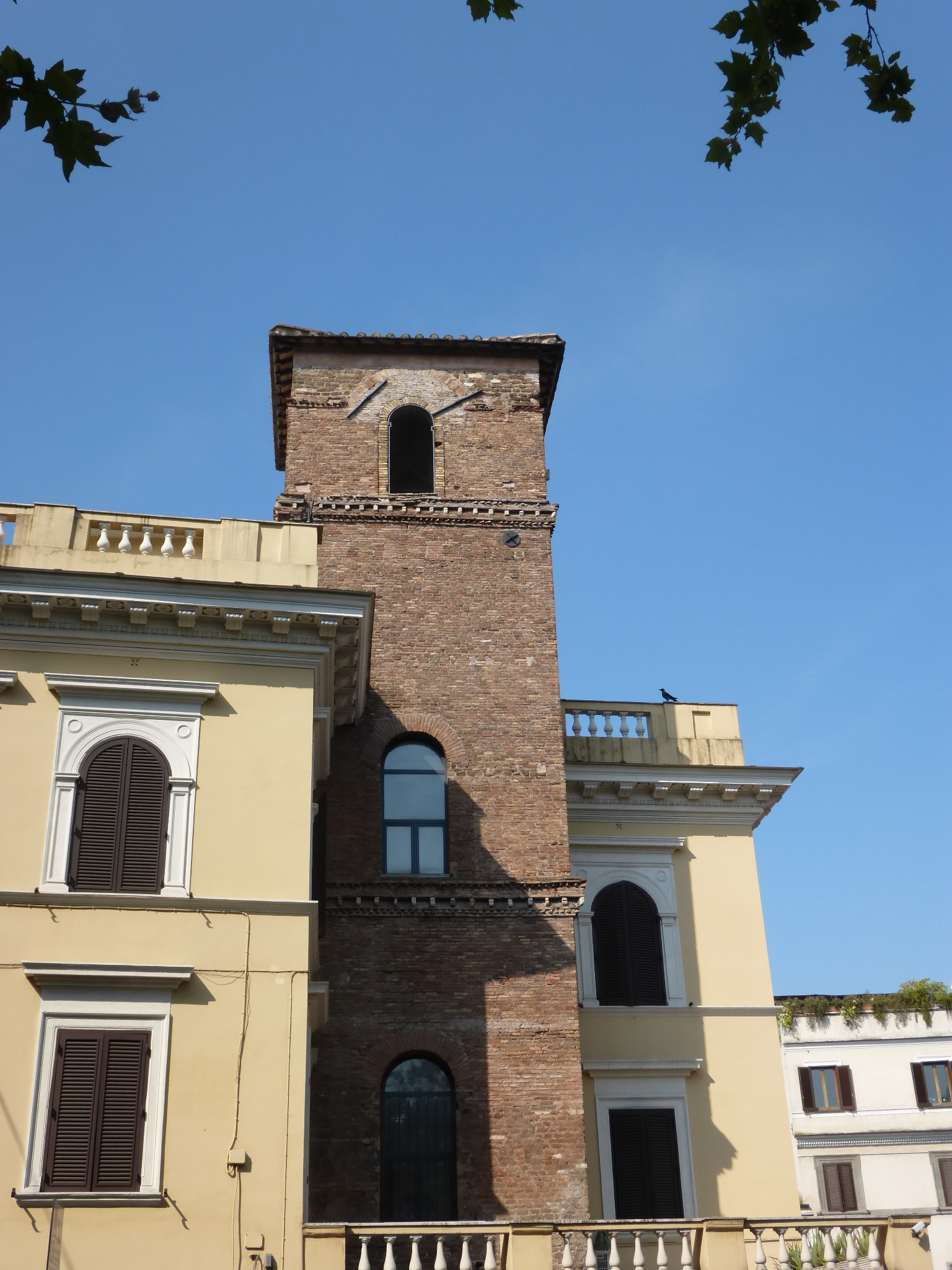
Campanário românico
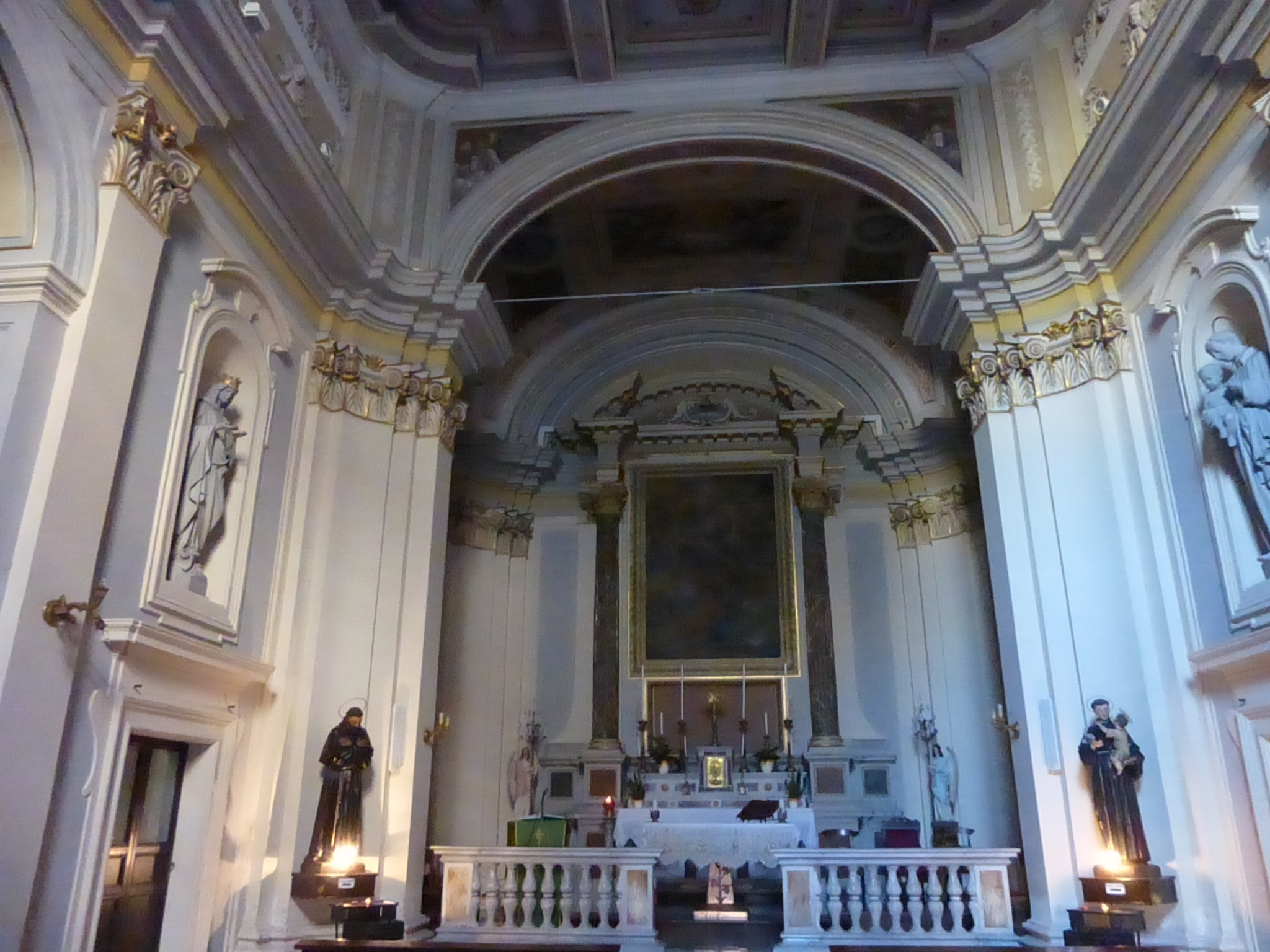
Altar-mor.
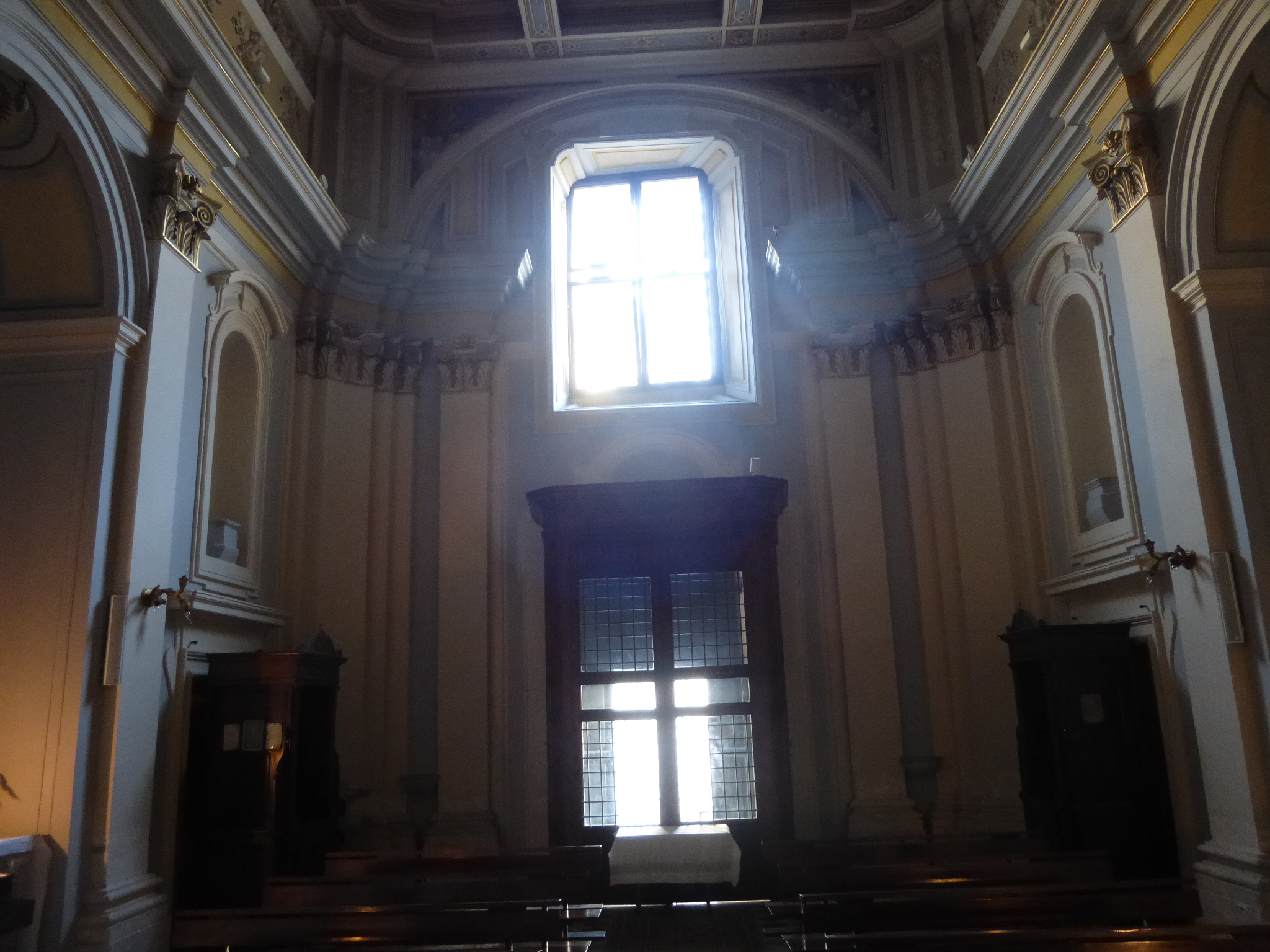
Contra-fachada.
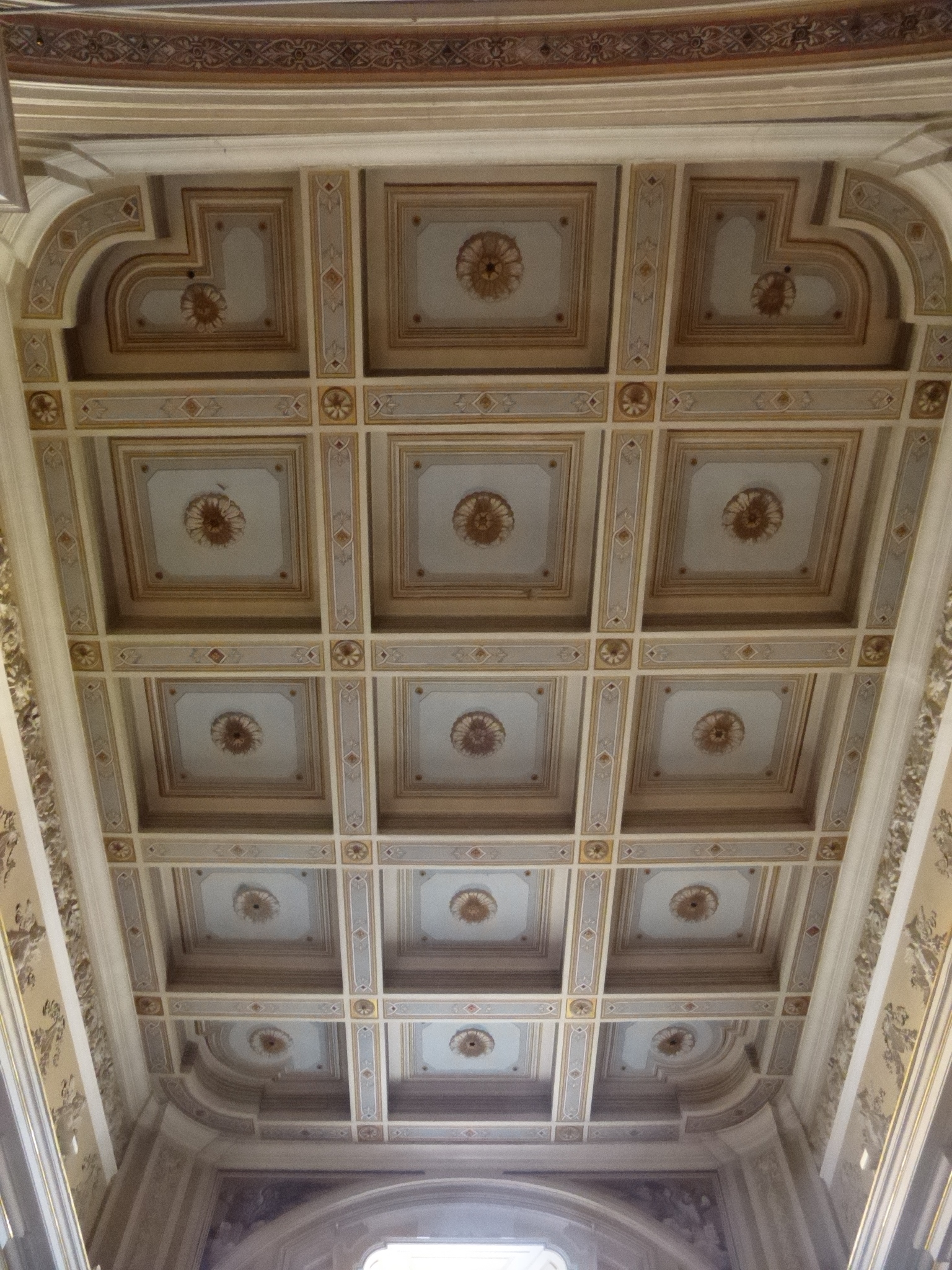
Teto em caixotões.
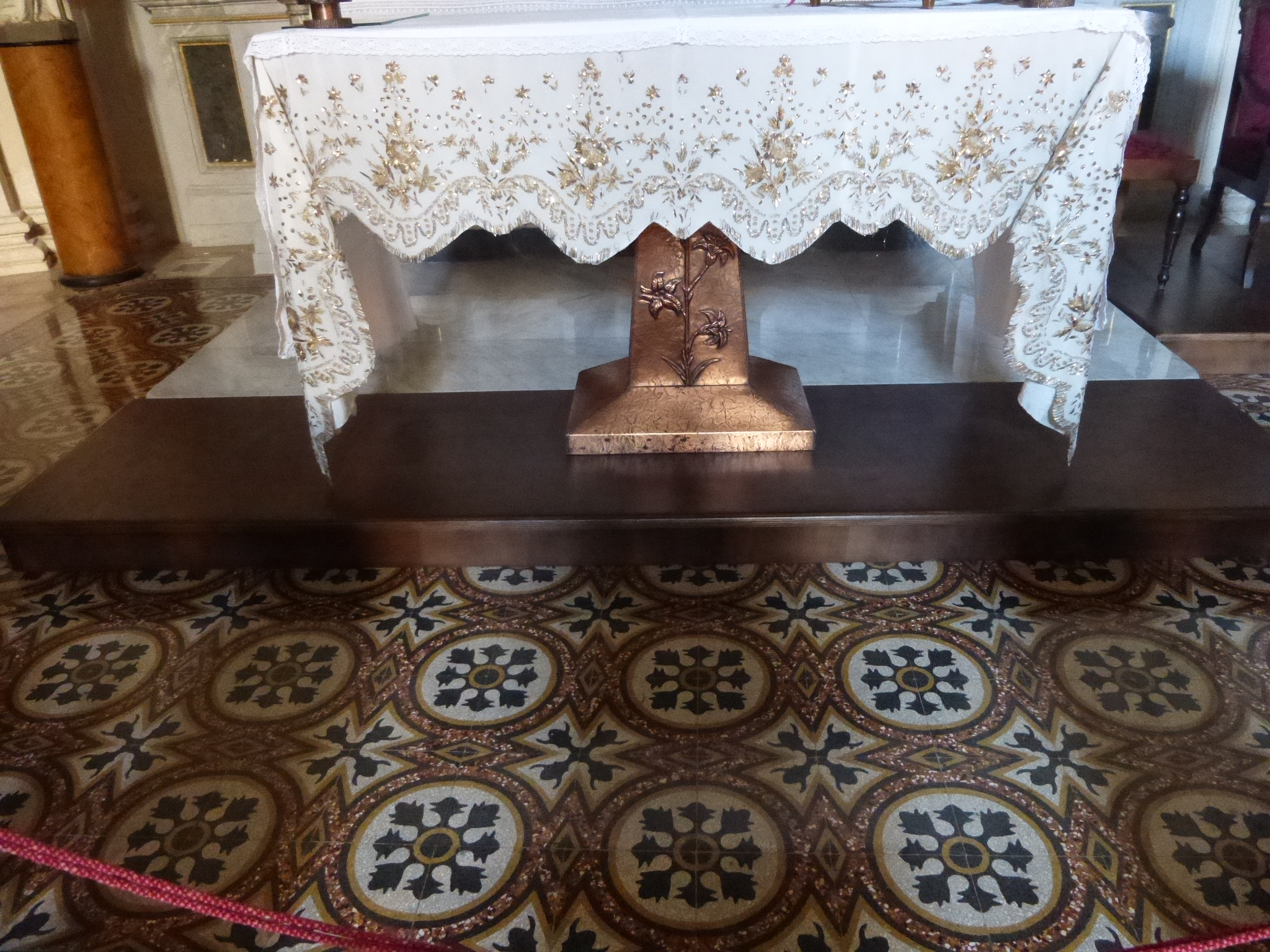
O piso em "cementina".